# Agathomerus signatus
Agathomerus signatus is een keversoort uit de familie halstandhaantjes (Megalopodidae). De wetenschappelijke naam van de soort werd in 1824 gepubliceerd door Johann Christoph Friedrich Klug.